# C 5/6
Source
Source
La C 5/6 est la plus grosse locomotive à vapeur des Chemins de fer fédéraux (CFF). C'est aussi la dernière série de locomotives des CFF livrées par SLM à Winthertour. Elle était surnommée l'« éléphant » du fait de ses dimensions généreuses et ses bonnes performances. Le dernier train à vapeur officiel des CFF a d'ailleurs été remorqué par la C 5/6 2969.

## Généralités

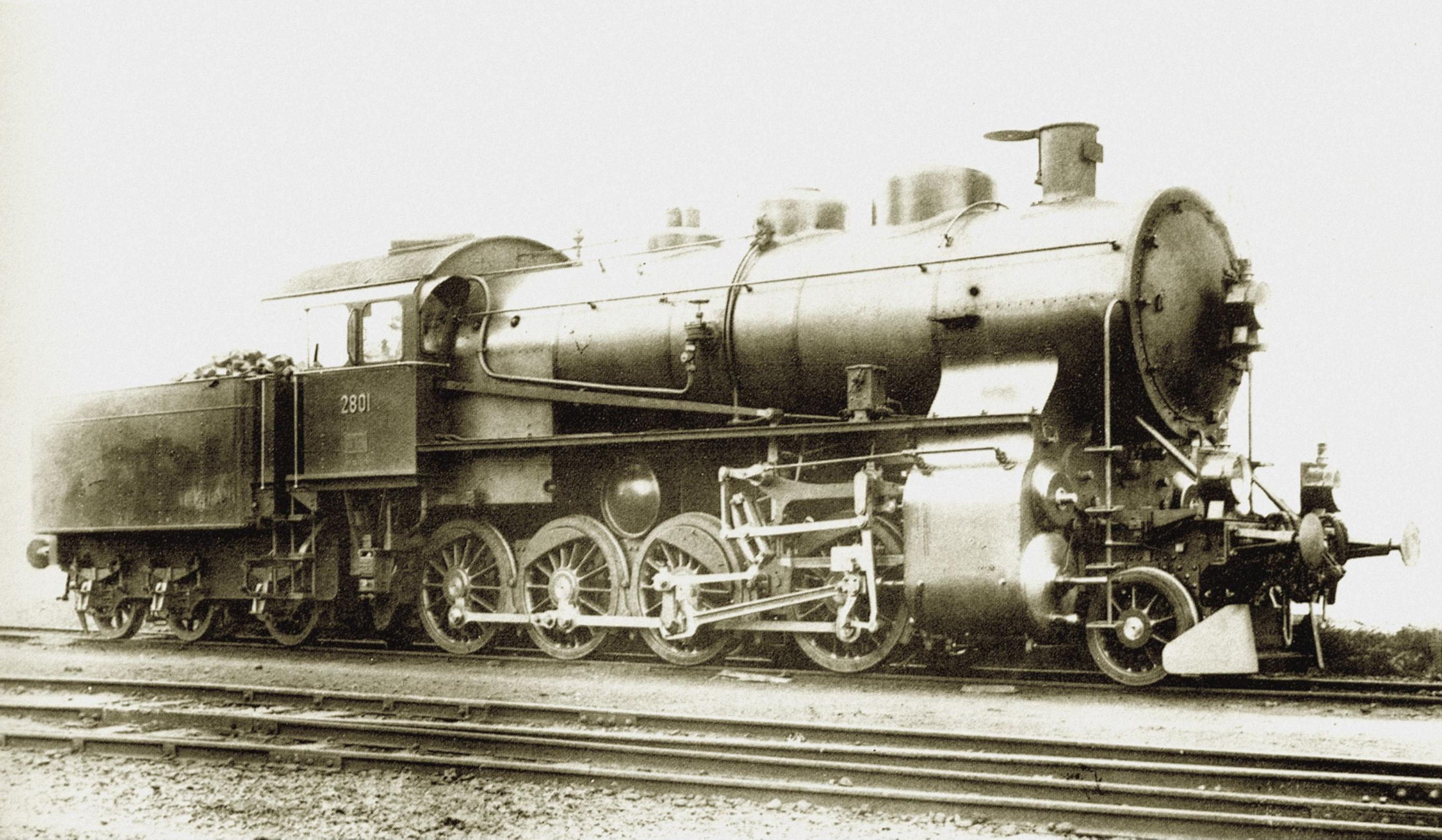
La C 4/5, aïeule de la C 5/6 : on peut remarquer l'air de famille.

La locomotive C 5/6 avait une charge normale de 320 t à 26 km/h sur les rampes escarpées du Gothard et y était affectée tant au trafic marchandises qu'en tête des trains directs. Sur le plateau, elle pouvait tirer un train de 1 000 tonnes à 22 km/h. Elle était ainsi largement plus performante que ses prédécesseurs, entre autres les C 4/5, et reçut ainsi le surnom d'« éléphant ». À la suite des bonnes expériences faites avec la C 4/5, on a repris sa construction comme base pour la C 5/6. Elle est la plus grosse locomotive à vapeur des CFF et, avec la A 3/5 (de), la plus connue. 

## Exploitation

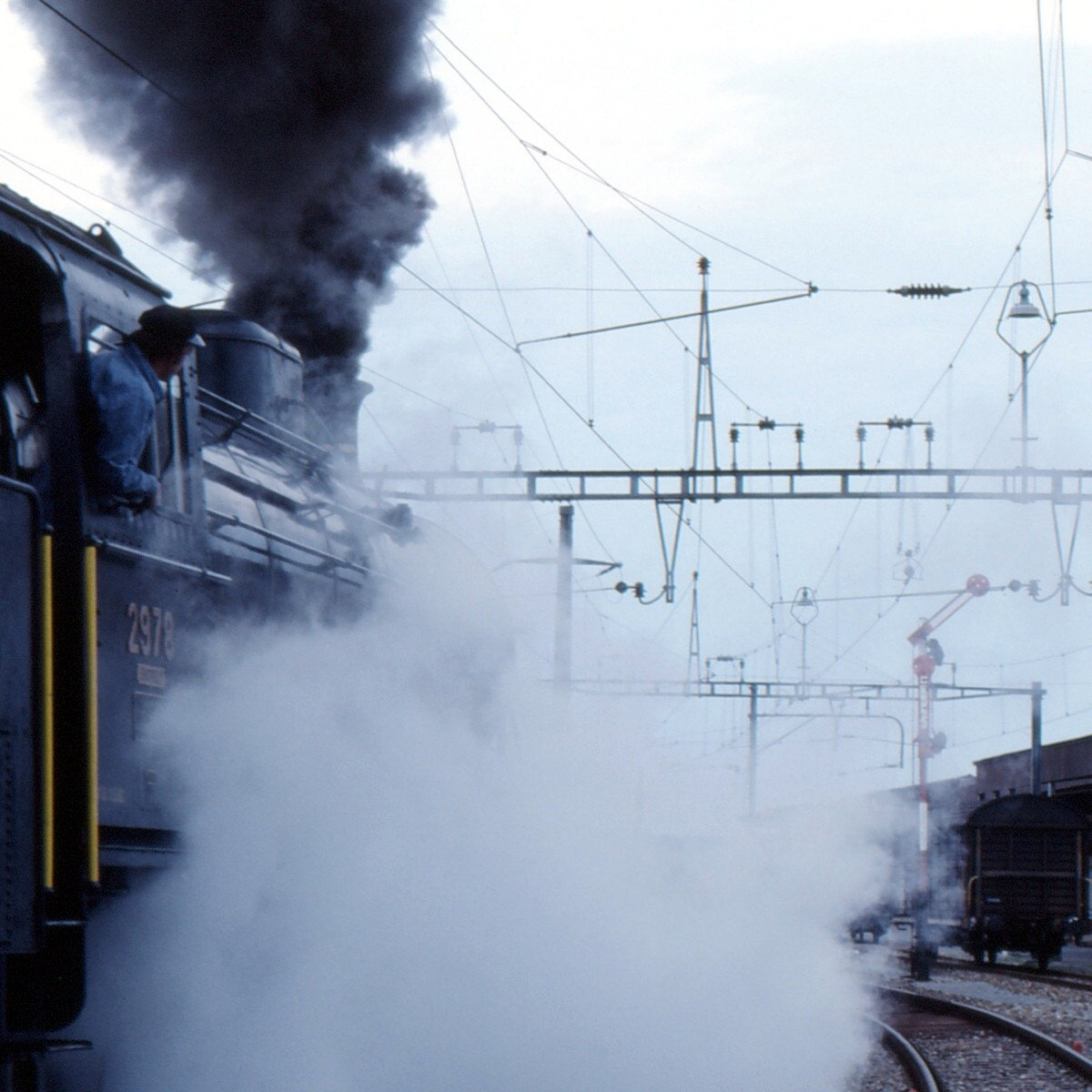
Une SBB C 5/6 à Thalheim-Altkon, 1983.

Les C 5/6 ont été initialement construites pour le service sur le Gothard. La concurrence des années suivantes par les locomotives électriques les a repoussées sur le plateau. Quelques-unes ont été employées pour le service de manœuvre dans les gares de triage de Bâle ou encore Chiasso et la plupart sur la ligne tardivement électrifiée de Bellinzone à Luino. Durant la Seconde Guerre mondiale, les CFF ont loué 16 C 5/6 à la Deutsche Reichsbahn. Elles ont été principalement utilisées dans la région de Bade, de Wurtemberg, en Alsace et en Bavière. Après la guerre, quelques-unes ont été louées à la France. Dans les deux cas, les compagnies ferroviaires n'avaient pas assez de propres locomotives pour acheminer certaines marchandises vers la Suisse, raison pour laquelle les CFF ont mis des locomotives à vapeur à disposition. La No. 2976 a été transformée en 1953 pour la chauffe au fuel avec un brûleur Sprenger. Si le résultat s'est révélé suffisamment concluant pour exploiter cette machine jusqu'à sa radiation en 1964, l'électrification galopante a rendu obsolète la modification d'autres machines.
La 2978, conservée par la Fondation pour le Patrimoine historique des CFF (CFF Historic), a été construite en 1917 et est ainsi la dernière locomotive à vapeur mise en service aux CFF. Avec l'arrivée du dernier train à vapeur officiel en gare de Winterthur le 30 novembre 1968, également tiré par une C 5/6 (la 29691), le temps de la vapeur aux CFF était officiellement révolu. Quelques C 5/6 ont néanmoins continué d'être utilisées dans des gares de triage ou sur la ligne Luino - Mendrisio, électrifiée tardivement.

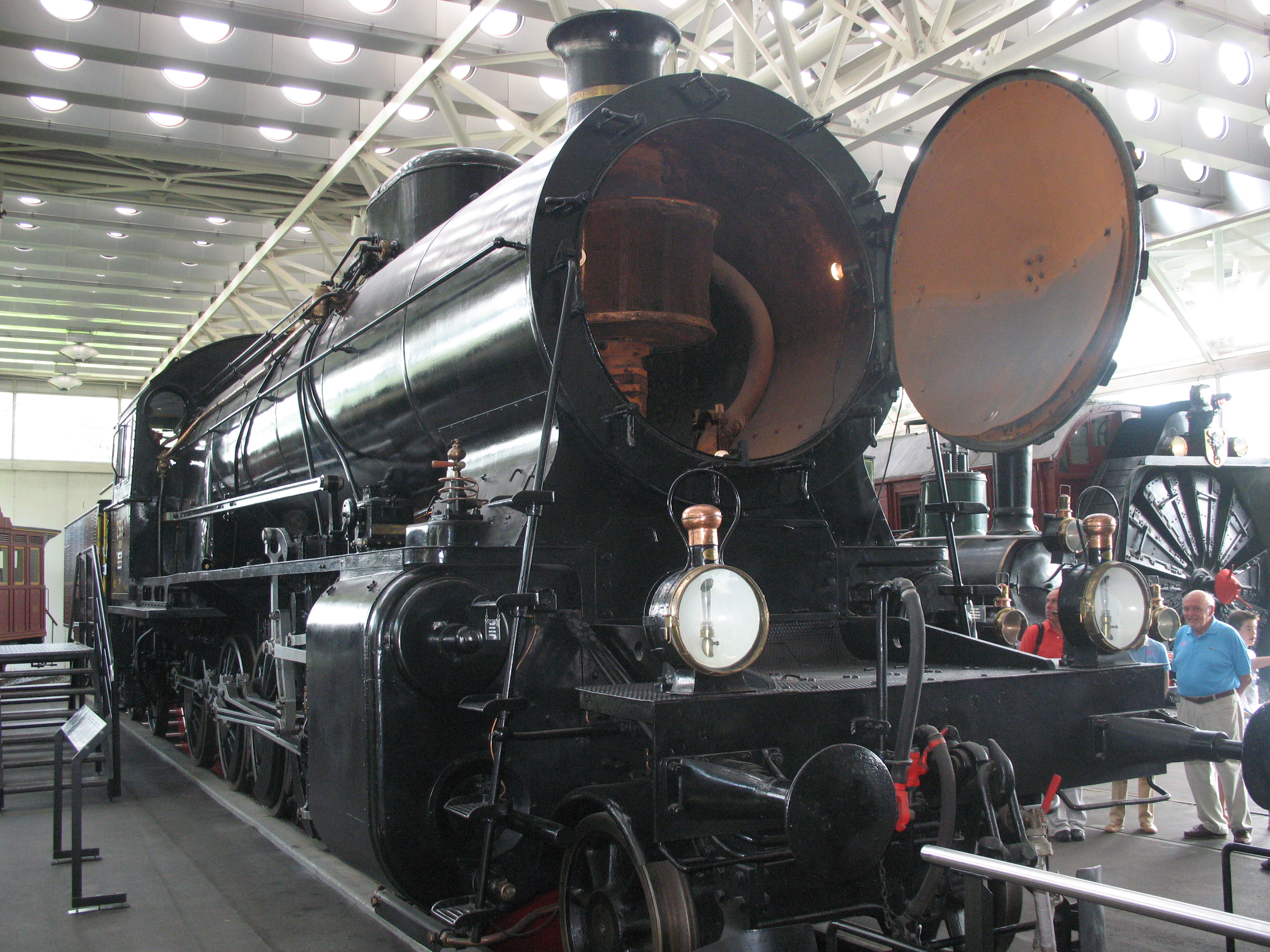
La C 5/6 2969 au Musée des Transports à Lucerne

Stationnée dans la rotonde de Delémont, la 2978 est régulièrement engagée pour des courses spéciales, comme par exemple en 1997 pour le jubilé des 150 ans des chemins de fer en Suisse. La 2969, construite en 1915 après une longue restauration achevée en 2017, est désormais en état de marche auprès d'Eurovapor à Sulgen. Jusqu'en 1997, elle était exposée comme monument devant les halles de SLM à Winterthour. La 2958, également stationnée comme monument à Olten, a rejoint à son tour Eurovapor comme magasin de pièces détachées pour la remise en état de la 2969. La C 5/6 2965, qui n'est plus en état de marche et anciennement monument à Erstfeld, est au Musée suisse des transports à Lucerne.

## Modélisme
La C 5/6 a été plus d'une fois reproduite en miniature, souvent en HO. La plupart ont été fabriquées par Roco.
En 2016, dans le catalogue des nouveautés de Märklin apparait une reproduction en HO de la 2965 (Musée des Transports à Lucerne) à l'occasion de l'ouverture du tunnel de base du Saint-Gothard.

## Filmographie
- (de) Susanne Mayer-Hagmann: Mit dem Zug durch die Schweiz, diffusé entre autres le 3 juillet 2008 sur Arte[3],[4]
- (de) Dieselbe : Ein Schweizer Wintermärchen – Mit Bubikopf & Elefant (Teil 2)[5]
- (de)1 Letze Fahrt einer SBB-Dampflokomotive - SRF WISSEN -TV - Play SRF - Schweizer Radio und Fernsehen